# Pointe du Raz
(Preghiera recitata dai naviganti, affrontando il tratto di mare di fronte alla Pointe du Raz)

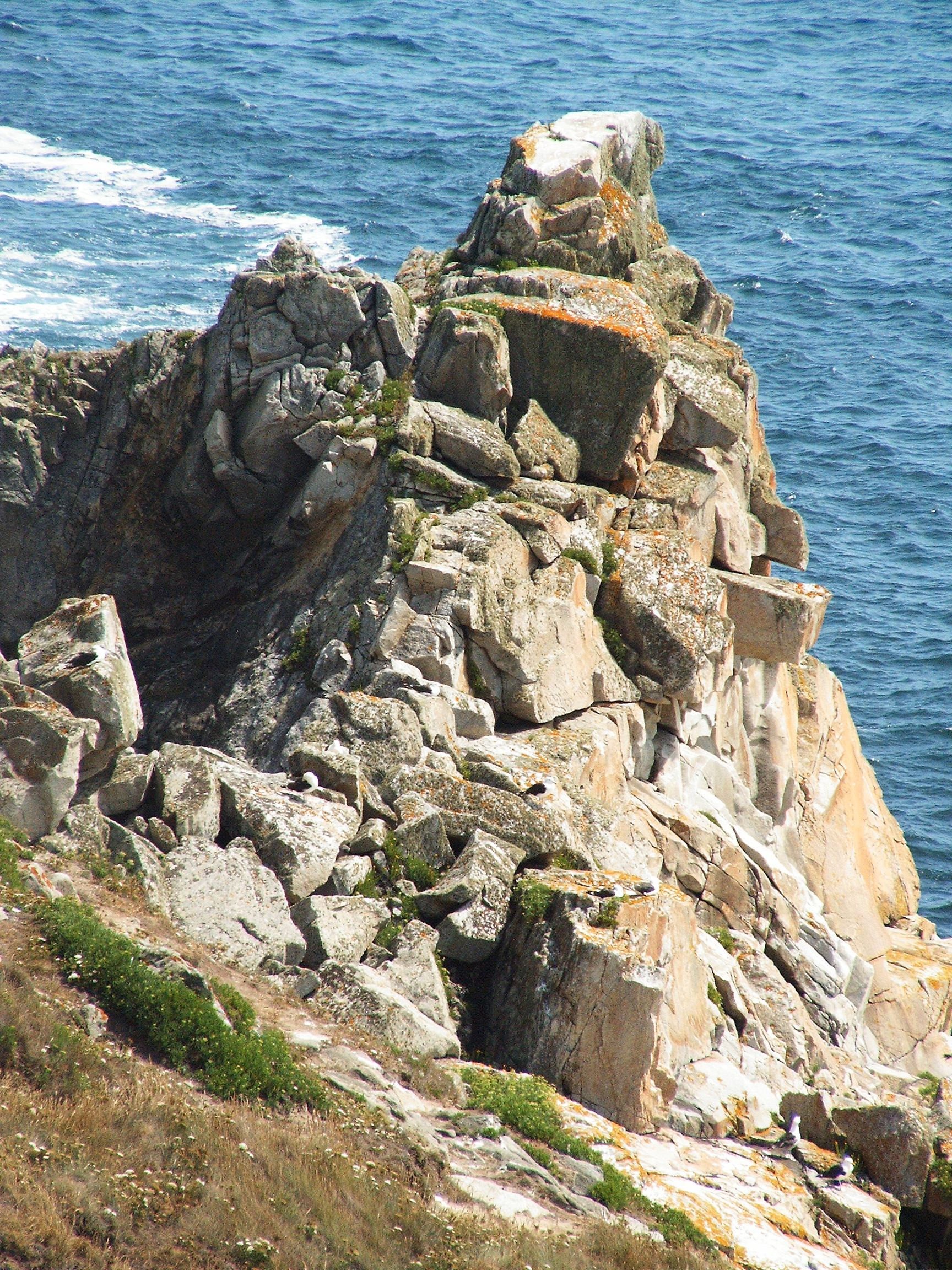
Particolare della scogliera della Pointe du Raz

La Pointe du Raz (in lingua bretone: Beg ar Raz ) è un promontorio che si affaccia sul mare d'Iroise nella costa atlantica della Bretagna, nella Francia nord-occidentale, situato all'estremità di Cap Sizun. È spesso considerato idealmente il lembo di terra più ad ovest dell'intera nazione, isole escluse, sebbene questo primato spetti di poco a Pointe de Corsen, un altro promontorio del Finistère, situato un po' più a nord (vedasi mappa a lato).

Si affaccia sull'Isola di Sein (Île de Sein) e fa parte, dal punto di vista amministrativo, del territorio del comune di Plogoff (dipartimento del Finistère).
Le ripide scogliere si ergono sino a 72 metri sul mare e il panorama del luogo è stato celebrato da vari autori quali Gustave Flaubert e Victor Hugo.

Una statua intitolata a Notre-Dame-des-Naufrages ("Nostra Signora dei Naufragi"), posta in loco nel 1904, rammenta ai naviganti la pericolosità di questo tratto di mare.
È considerato un Grand site national.

## Geografia
La Pointe du Raz si trova a circa 35 km ad ovest di Douarnenez.
Dall'Île-de-Sein è diviso da un braccio di mare di appena 8 km.

## Origini del nome
La parola raz, derivata a sua volta da un termine nordico (con la stessa etimologia dell'inglese race "corsa") indica in lingua bretone una corrente rapida.